# Франсиско де Віторія
Франсиско де Віторія (Francisco de Vitoria, бл. 1480 —12 серпня 1546) — іспанський середньовічний письменник, філософ, богослов, правник.

## Життєпис
Походив з єврейської родини. Син ідальго Педро де Віторія та Каталіни де Комплудо-і-Аркайя. Народився близько 1480 року. Здобув початкову освіту вдома. У 1504 році став ченцем в домініканському монастирі в Бургосі. У 1508 році поступив до колежу Сен-Жак Паризького університету, де ознайомився з ідеями Еразма Ротердамського та Фоми Аквінського. Прослухував лекції Хуана Луїса Вівеса. З 1516 року став викладити богослов'я в Сорбонні. У 1522 році отримав ступів доктора богослов'я.
У 1523 році він повернувся до Іспанії, щоб викладати теологію в коледжі Святого Григорія в Вальядоліді, де молоді домініканці навчалися для місіонерської роботи в Новому Світі. У 1524 році обирається професором кафедри теології університету Алкала де Енарес — головного центру християнської думки в Іспанії після університету Саламанки.
Франсиско де Віторія виступав проти хрестових воєн, за регламентацію правил ведення війни, за повагу прав людини, заперечував конкісту як законний спосіб навернення до християнства. Імператор Карл I був незадоволений висловлюваннями де Віторіа, але той після університету Алкала де Енарес у 1526 році продовжував свою просвітницьку діяльність в університеті Саламанки. Фактично став одним з засновників Саламанкської школи, сприяв поширеню ідей томізму в Іспанії. Його учнями були Домінго де Сото, Мельхіор Кано, Бартоломе де Медіна.
Помер у серпні 1546 року в Саламанці.

## Творчість
Хоча Франсіско де Віторія не побував у Новому Світі, він шанується як один з апостолів Америки, оскільки у викладацькій та літературній діяльності приділяв велику увагу іспанським колоніям у Центральній та південній Америках. Його праці датуються 1527—1540 роками.
Християнський гуманіст, став одним з засновників сучасного міжнародного права і один з перших правозахисників, Франсіско Віторіа діяв в обстановці, коли зникла звична система Арістотеля і Птолемея, й протестантська реформація успішно тіснила католицизм. Був прихильником справедливої війни, тобто коли права народів порушені, є загроза людській гідності.
Франсиско де Віторіа висунув доктрину суверенітету індіанських громад. Його гуманістичні ідеї отримали широку популярність в ході публічної полеміки з богословом Хуаном Хінес де Сепульведа — автором книги «Про справедливі причини війни проти індіанців», який стверджував, що для звернення індіанців в християнство війна є законним засобом.
На противагу відверто колонізаторським претензіями Сепульведа де Віторіа стверджував, що конкіста може переслідувати тільки духовні цілі звернення поган в християнство. Він вважав, що іспанці мають право заселяти Америку за умови, що вони не завдадуть шкоди тубільцям. Але ті не повинні перешкоджати євангелізації, і тільки в разі опору війна з боку іспанців виправдана. На думку теолога, суверенно лише розумна істота, і тому індіанець, слабкий і беззахисний, потребує іспанської опіки.
Франсиско де Віторія першим виклав поняття (хоча і не терміни) свободи торгівлі і свободи морів", підійшов до поняття «всесвітньої республіки» (Res Publica totius Orbis), також вважається засновником глобальної політичної філософії.

## Твори
- De potestate civili (Про цивільну владу)
- De homicidio (Про людиновбивство)
- De matrimonio (Про шлюб)
- De potestate ecclesiae I et II (Про владу церкви)
- De Indis (Про індіанців)
- De jure belli hispanorum in barbaros (Про праву війни між іспанцями та індіанцями)
- De potestate papae et concilii (Про владу папи і Собору)
- Relectiones Theologicae (Лекції з теології)
- Summa sacramentorum Ecclesiae (Збірка таїнств церкви)
- De Indis et de jure belli (Про індіанців та право війни)

## Додаткова література
- Brown Scott J. The Spanish Origin of International Law: Francisco de Vitoria and His Law of Nations. — Oxford: At the Clarendon Press, 1934. Pp. 19a, 288, clviii.
- Francisci de Victoria. De Indis et De ivre belli relectiones / edited by Ernest Nys. — Washington: Carnegie Institution of Washington, 1917. (The classics of international law ; [no. 7]; link 1, link 2, link 3)
- Charles H. McKenna. Francisco de Vitoria: Father of International Law // An Irish Quarterly Review Vol. 21, No. 84 (Dec., 1932), pp. 635—648.
- Carolina Kenny. Francisco de Vitoria, Relectiones (1538—1539) // The Classics of Strategy and Diplomacy